# 浦西真理子
浦西 真理子（うらにし まりこ 1968年7月12日 -  ）は、日本のタレント。東京都出身。

## 来歴・人物
フジテレビの深夜番組『オールナイトフジ』のオールナイターズとして活躍。またテレビ朝日のアニメ『鎧伝サムライトルーパー』の主題歌を歌った。その後セクシー路線に転向、イメージビデオではヌードを披露した。

## 主な出演

### テレビ
- オールナイトフジ（フジテレビ）
- 水着でKISS ME（テレビ東京）

### 映画・Vシネマ
- 平成の歩き方 第二巻 愛と青春のパコパコ（1993年）
- どチンピラ（1993年）
- 食べちゃいたい!（1993年）
- どチンピラ4（1993年）
- どチンピラ5（1993年）
- 難波金融伝ミナミの帝王劇場版partII（1993年）
- どチンピラ6（1994年）
- THE LEGEND OF DANCING PRINCESS 舞姫伝説（1994年）
- どチンピラ7（1994年）
- TOKYO BALLDE 危険な誘惑（1994年）

### イメージビデオ
- Beppin特別増刊（英知出版）
- Skin Shout（英知出版）
- PINKY HORIZONT（OLIVE）
- アローン（天田印刷加工）
- 真理子物語（笠倉出版社）

## 出版

### 写真集
- TEARDROPS（近代映画社）1989年2月10日発売
- SPLASH（英知出版）1989年7月15日発売
- EMERGENCY CALL（スコラ）1992年4月1日発売
- M color（英知出版）1992年9月20日発売

### 雑誌
- デラべっぴん No.30（1988年5月号、英知出版）表紙

## 音楽
- スターダストアイズ（作詞：三浦徳子 作曲：茂村泰彦 編曲：加藤みちあき　鎧伝サムライトルーパー1部オープニングテーマ）
- Far away（作詞・作曲：辛島美登里 編曲：加藤みちあき 鎧伝サムライトルーパー1部エンディングテーマ）